# Trzeszczon
Trzeszczon – wieś w Polsce, położona w województwie kujawsko-pomorskim, w powiecie włocławskim, w gminie Chodecz.
| SIMC    | Nazwa          | Rodzaj    |
| ------- | -------------- | --------- |
| 1033556 | Cieślaków      | część wsi |
| 1033622 | Głęboczkowo    | część wsi |
| 1033668 | Kosowo         | część wsi |
| 1033786 | Parcele        | część wsi |
| 1033823 | Przybyłowo     | część wsi |
| 1033852 | Stara Wieś     | część wsi |
| 0861185 | Zbijewo-Kanada | część wsi |

W latach 1975–1998 miejscowość administracyjnie należała do województwa włocławskiego. Według Narodowego Spisu Powszechnego (III 2011 r.) liczyła 67 mieszkańców. Jest 22. co do wielkości miejscowością gminy Chodecz.